# Носачов
Носачо́в (укр. Носачів) — село в Смелянском районе Черкасской области Украины.
Население по переписи 2001 года составляло 1553 человека. Почтовый индекс — 20727. Телефонный код — 4733.

## Местный совет
20727, Черкасская обл., Смелянский р-н, с. Носачов, ул. Молодёжная, 2